# Iván García Cortina
Iván García Cortina (Gijón, 20 novembre 1995) è un ciclista su strada spagnolo che corre per la Movistar Team; è professionista dal 2015, e ha caratteristiche da velocista.

## Palmarès
- 2012 (Juniores)

Campionato spagnolo, Prova in linea juniores
- 2016 (Klein Constantia, una vittoria)

4ª tappa Wyścig Solidarności i Olimpijczyków (Piotrków Trybunalski > Kielce)
- 2019 (Bahrain-Merida, una vittoria)

5ª tappa Tour of California (Pismo Beach > Ventura)
- 2020 (Bahrain-McLaren, una vittoria)

3ª tappa Parigi-Nizza (Châlette-sur-Loing > La Châtre)
- 2022 (Movistar Team, una vittoria)

Gran Piemonte
- 2025 (Movistar Team, una vittoria)

2ª tappa Vuelta a Asturias (Benia de Onís > Pola de Lena)

### Altri successi
- 2016 (Klein Constantia)

Classifica giovani Istrian Spring Trophy

## Piazzamenti

### Grandi Giri
- Tour de France

2019: 114º
2021: 94º
2025: 117º
- Vuelta a España

2017: 100º
2018: 99º
2023: 72º

### Classiche monumento
- Milano-Sanremo

2020: 92º
2021: 29º
2022: 23º
2023: 33º
2025: 21º
- Giro delle Fiandre

2017: 68º
2018: 37º
2019: 24º
2021: 23º
2022: 22º
2023: 21º
2024: 26°
2025: 9º
- Parigi-Roubaix

2017: ritirato
2018: ritirato
2019: 41º
2021: 27º
2022: 25º
2023: 32º
2024: 63º
2025: ritirato
- Giro di Lombardia

2022: ritirato

### Competizioni mondiali
- Campionati del mondo su strada

Valkenburg 2012 - In linea Junior: 59º
Toscana 2013 - In linea Junior: 64º
Toscana 2013 - Cronometro Junior: 63º
Doha 2016 - In linea Under-23: 7º
Bergen 2017 - In linea Under-23: 21º
Yorkshire 2019 - In linea Elite: ritirato
Fiandre 2021 - In linea Elite: 23º
Wollongong 2022 - In linea Elite: 11°
Glasgow 2023 - In linea Elite: 30°

### Competizioni europee
- Campionati europei

Goes 2012 - In linea Junior: 74º
Herning 2017 - In linea Elite: 8º
Glasgow 2018 - In linea Elite: ritirato
Plouay 2020 - In linea Elite: 8º
Trento 2021 - In linea Elite: ritirato
Monaco di Baviera 2022 - In linea Elite: 114º
Drenthe 2023 - In linea Elite: 11º